# Raphael Mechoulam
Raphael Mechoulam (en hebreo: רפאל משולם‎) (Sofía, Bulgaria, 5 de noviembre de 1930 - Jerusalén, Israel, 9 de marzo de 2023) fue un profesor israelí de química médica y productos naturales en la Universidad Hebrea de Jerusalén en Israel, célebre por haber aislado y determinado la estructura y síntesis total de la molécula Δ9-tetrahidrocannabinol (THC), el principal ingrediente activo de la marihuana (Cannabis sativa) y por sus trabajos con el sistema endocannabinoide.

## Primeros años y educación
Su padre era médico y director de un hospital local, y su madre, que había estudiado en Berlín, disfrutó de la vida de una rica familia judía. Asistió a una escuela con sistema norteamericano hasta que sus padres se vieron obligados a abandonar su ciudad natal después de que Bulgaria firmó, en 1941, un pacto con Alemania para perseguir a los judíos gracias a las leyes antisemitas del momento. Su padre fue enviado a un campo de concentración, y sobrevivió. Después de la toma de posesión comunista de los hasta entonces proalemanes de Bulgaria en 1944, estudió ingeniería química, pero no le gustó. En 1949 su familia emigró a Israel, donde más tarde estudió química y donde obtuvo su primera experiencia en investigación en el ejército israelí trabajando con insecticidas.
Terminó su tesis doctoral sobre la química de esteroides bajo la supervisión del profesor Franz Sondheimer en la década de 1950 y, después de una estancia postdoctoral en el Instituto Rockefeller con el profesor William S. Pelletier, se convirtió en el miembro más joven del Instituto Weizmann de Ciencias en Israel.

## Carrera académica y líneas de investigación
Mientras era aún un joven miembro en el Instituto Weizmann de Ciencias, tuvo éxito en el aislamiento, la elucidación estructural y la síntesis total de la molécula Δ9-tetrahidrocannabinol, el principal ingrediente activo de la marihuana. Más tarde se convirtió en profesor titular de química medicinal en la Universidad Hebrea de Jerusalén, donde se creó el Departamento de Productos Naturales. Su interés científico principal es la química y la farmacología de los cannabinoides. Él y su grupo de investigación lograron la síntesis total de los cannabinoides: Δ9-tetrahidrocannabinol, cannabidiol, cannabigerol y varios otros.
Otro proyecto de investigación iniciado por él condujo al aislamiento del endocannabinoide anandamida (producido por organismos animales y por el cuerpo humano), descrito por primera vez y caracterizado por dos de sus investigadores postdoctorales, Lumír Ondřej Hanuš y William Devane, en 1992.
Poco después, uno de sus estudiantes de doctorado, Shimon Ben-Shabat, descubrió otro cannabinoide endógeno, el 2-AG.
Se ocupa de la historia del desarrollo de productos farmacéuticos y de la investigación de los remedios herbales más populares. Estudió la historia del consumo de Cannabis en los tiempos antiguos, y encontró que, contrariamente a las tradiciones de otros pueblos que utilizan el hachís, esta sustancia no se menciona con su nombre en la Biblia. Lo atribuye a los hijos de Israel, haciendo una mueca a la cultura asiria, donde el uso de ciertas sustancias genera ganancias.

## Publicaciones
Raphael Mechoulam ha publicado más de 350 artículos científicos. Entre ellos, los siguientes:
- Gaoni and R. Mechoulam. Isolation, structure and partial synthesis of an active constituent of hashish. J. Amer. Chem. Soc., 86, 1646 (1964).
- R. Mechoulam, A. Shani, H. Edery and Y. Grunfeld. The chemical basis of hashish activity. Science, 169, 611-612 (1970).[2]
- J.J. Feigenbaum F. Bergmann, S.A. Richmond, R. Mechoulam, V. Nadler, Y. Kloog and M. Sokolovsky. A non-psychotropic cannabinoid acts as a functional N-methyl-D-asparate (NMDA) receptor blocker. Proc. Nat. Acad. Sci. 86, 9584-9587 (1989).[3]
- R. Seltzer, Z. Zeltser, A. Eisen, J.J. Feigenbaum and R. Mechoulam. Suppression of neuropathic pain behavior in rats by a non-psychotropic synthetic cannabinoid with NMDA receptor-blocking properties. Pain 47, 95-103 (1991).[4]
- W.A. Devane, L. Hanus, A. Breuer, R.G. Pertwee, L.A. Stevenson, G. Griffin, D. Gibson, A. Mandelbaum, A. Etinger and R. Mechoulam. Isolation and structure of a brain constituent that binds to the cannabinoid receptor. Science 258, 1946-1949 (1992).[5]
- R. Mechoulam, S. Ben-Shabat, L. Hanus, M. Ligumsky, N.E. Kaminski, A.R. Schatz, A. Gopher, S. Almog, B.R. Martin, D.R. Compton, R.G. Pertwee, G. Griffin, M. Bayewitch, J. Barg and Z. Vogel. Identification of an endogenous 2-monoglyceride, present in canine gut, that binds to cannabinoid receptors. Biochem. Pharmacol. 50, 83-90 (1995).[6]
- L. Hanus, A. Breuer, S. Tchilibon, S. Shiloah, D. Goldenberg, M. Horowitz, R.G.Pertwee , R.A.Ross, R. Mechoulam and E. Fride. HU-308: A specific agonist for CB2, a peripheral cannabinoid receptor. Proc. Natl. Acad. Sci. (US), 96, 14228-14233 (1999).[7]
- A.M. Malfait, R. Gallily, P.F. Sumariwalla, A.S. Malik, E. Andreakos, R. Mechoulam, M. Feldmann. The non-psychoactive cannabis-constituent cannabidiol is an oral anti-arthritic therapeutic in murine collagen-induced arthritis. Proc. Natl. Acad. Sci (USA) 97, 9561-9566 (2000).[8]
- L. Hanus, S. Abu-Lafi, E. Fride, A. Breuer, Z. Vogel, D.E. Shalev, I. Kustanovich and R. Mechoulam. 2-Arachidonyl glycerol ether, endogenous agonist of the cannabinoid CB1 receptor. Proceed. Natl. Acad. Sci. (USA) 98, 3662-3665 (2001).[9]
- D. Panikashvili, C. Simeonidou, S. Ben-Shabat, L. Hanus, A. Breuer, R. Mechoulam and E. Shohami. An endogenous cannabinoid (2-AG) is neuroprotective after brain injury. Nature 413, 527-531 (2001).[10]

## Premios
Mechoulam ha obtenido varios premios, entre ellos el Premio Heinrich Wieland, el Premio Ulf von Euler Lecture de Fisiología, el Premio a la Sachs en el Instituto Weizmann de Ciencias para la investigación científica destacada, el Premio Kolthoff de Química del Technion, Premio de Banff, Alemania, por el estudio de los componentes de Cannabis, el Premio David Bloom de la Universidad Hebrea en investigación farmacológica y el Premio Israel de Química, entre otros. En 1999, la Sociedad Internacional de Investigaciones sobre Cannabinoides (IACM) estableció el Premio Anual Rafael Mechoulam en Investigación de Cannabinoides.[cita requerida]